# Albert Norden

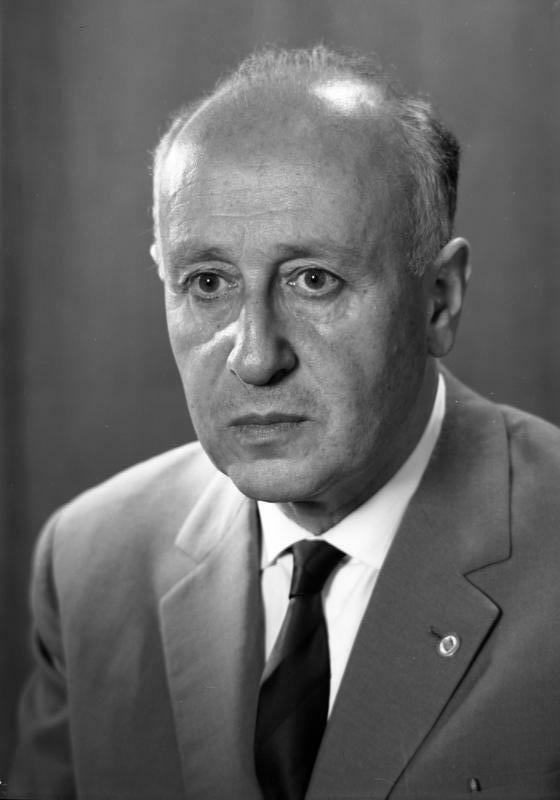
Albert Norden, September 1963

Albert Norden (* 4. Dezember 1904 in Myslowitz, Oberschlesien; † 30. Mai 1982 in Ost-Berlin) war ein deutscher Journalist und Politiker der KPD und SED. Von 1958 bis 1981 gehörte er dem Politbüro des ZK der SED an.

## Leben

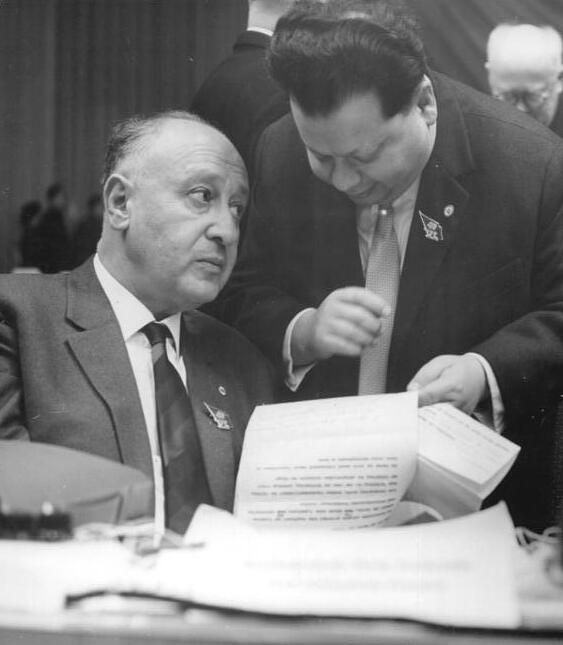
Norden (links, neben Hermann Axen) auf dem VI. Parteitag der SED im Jahre 1963

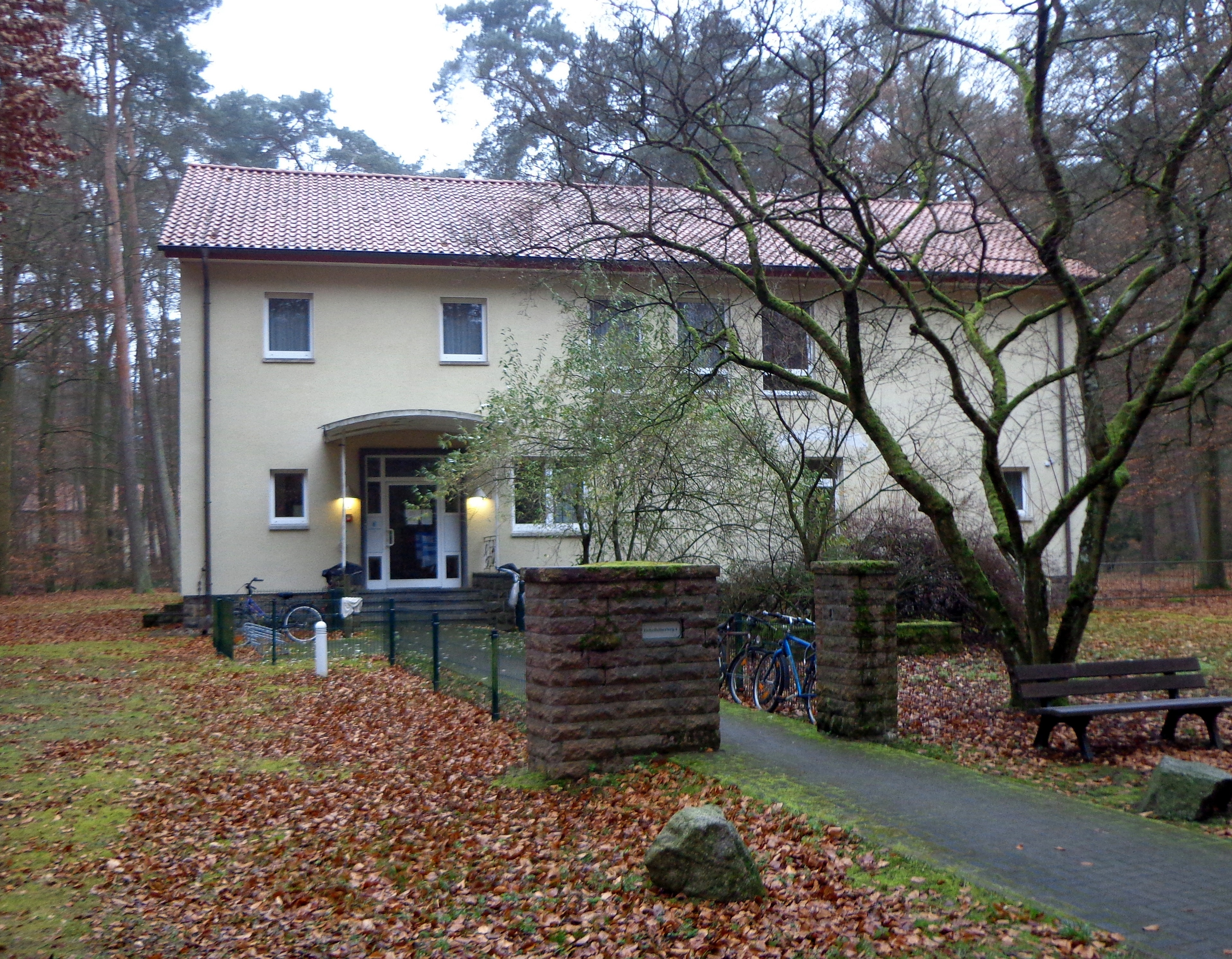
Waldsiedlung Wandlitz, das einst von Norden sowie Herbert Häber bewohnte „Haus 17“

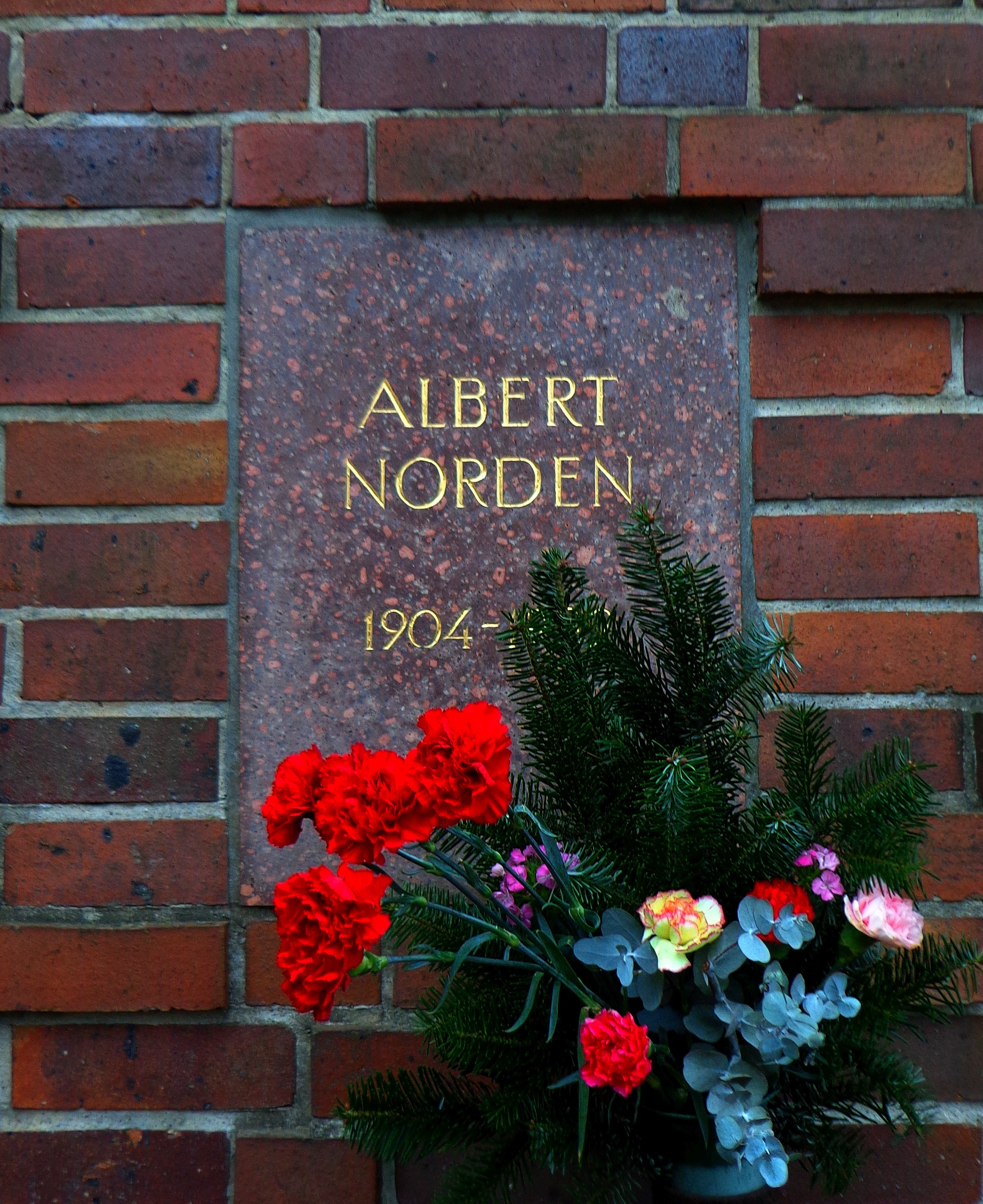
Grabstätte

Albert Norden war ein Sohn des Rabbiners Joseph Norden und dessen Ehefrau Emilie (1876–1931), geborene Meseritz. Er hatte vier Geschwister. Nachdem er 1920 vorzeitig das Gymnasium verlassen hatte, absolvierte er eine Tischlerlehre.
Nach seiner Tischlerlehre arbeitete Norden für verschiedene sozialistische und kommunistische Zeitungen wie die Rote Fahne und gab zeitweise den Rundbrief der radikal-sozialistischen jüdischen Jugend heraus. 1919 wurde Norden Mitglied der Freien Sozialistischen Jugend und 1921 der KPD. Mehrfach wurde er in der Weimarer Republik aus politischen Gründen verhaftet.
Nach der Machtübernahme der Nationalsozialisten in Deutschland emigrierte Norden 1933 in die Tschechoslowakei, dann nach Frankreich und 1941 in die USA. In Paris arbeitete er 1933 mit am „Braunbuch 1933 über Reichstagsbrand und Hitlerterror“. In New York sicherte er seinen Lebensunterhalt als Fabrikarbeiter. Er war Funktionär des Deutsch-Amerikanischen Kulturverbandes und arbeitete für die Exilzeitschriften German American und Freies Deutschland (Mexiko). 1944 war er Gründungsmitglied des Council for a Democratic Germany. Erst nach seiner Rückkehr aus der Emigration erfuhr er vom Tod seines Vaters 1943 im KZ Theresienstadt.
Von 1949 an war Norden drei Jahre Leiter der Presseabteilung im Informationsamt der DDR, von 1953 bis 1955 Professor für neuere Geschichte an der Ost-Berliner Humboldt-Universität. Ab 1954 war Norden erster Sekretär des neu gegründeten „Ausschusses für Deutsche Einheit“ in der DDR. Dieser Ausschuss war im Rang eines Staatssekretariats dem Ministerrat der DDR unterstellt.
Von 1958 bis 1981 war er Mitglied des Politbüros des ZK der SED und Abgeordneter der Volkskammer. Von 1960 bis 1979 gehörte er dem Nationalen Verteidigungsrat der DDR an. Als Sekretär des ZK der SED war er ab 1955 für die Agitation verantwortlich. Er leitete eine Kommission, die alle Maßnahmen und Vorgänge in der DDR zur Aufarbeitung der Kriegs- und Naziverbrechen koordinierte. 1965 veröffentlichte Norden das Braunbuch der DDR. Es enthielt Namen von über 1800 Nationalsozialisten und Kriegsverbrechern in westdeutschen Führungspositionen (in der 3. Auflage über 2300 Namen). Ab 1976 war Norden Mitglied des Staatsrates der DDR.
1981 schied Albert Norden wegen schwerer Krankheit aus allen politischen Funktionen aus. Seine Urne wurde in der Gedenkstätte der Sozialisten auf dem Zentralfriedhof Friedrichsfelde in Berlin-Lichtenberg beigesetzt.
Albert Norden war verheiratet. Sein Sohn John Konrad „Johnny“ Norden (* 1942) war in der DDR lange Zeit im diplomatischen Dienst tätig.

## Ehrungen
- 1951 Nationalpreis der DDR
- 1958 Vaterländischer Verdienstorden in Silber
- 1964 Vaterländischer Verdienstorden in Gold
- 1964 Held der Arbeit
- 1969 und 1981 Karl-Marx-Orden
- 1974 Stern der Völkerfreundschaft
- 1974 Sowjetischer Orden der Völkerfreundschaft
- 1979 Großer Stern der Völkerfreundschaft

Von 1984 bis 1992 war die jetzige Berliner Cecilienstraße nach ihm benannt. Der 1989 nach Norden benannte benachbarte U-Bahnhof führt seit 1991 den Namen Kaulsdorf-Nord.
1987 erhielt der VEB RFT Nachrichtenelektronik Leipzig den Beinamen „Albert Norden“.
Die Deutsche Post der DDR gab 1984 zu seinen Ehren eine Sondermarke in der Serie Persönlichkeiten der deutschen Arbeiterbewegung heraus.

## Schriften (Auswahl)
- Krieg im Dunkeln: Orlows Verschwörung gegen die Sowjets im Auftrag der SPD. Berlin 1929
- Hans Behrend [Pseudonym], Die wahren Herren Deutschlands. Prométhée, Paris 1939
- The Thugs of Europe. The truth about the German people and its rulers, New York 1942
- Lehren deutscher Geschichte: Zur politischen Rolle des Finanzkapitals und der Junker. Berlin 1947
- Der deutsche Journalist im Kampf um Frieden und Deutschlands Einheit. Berlin 1950
- Das Banner von 1813. Berlin 1952
- Um die Nation: Beiträge zu Deutschlands Lebensfrage. Berlin 1952
- So werden Kriege gemacht! Über Hintergründe und Technik der Aggression. Berlin 1950
- Zwischen Berlin und Moskau: Zur Geschichte der deutsch-sowjetischen Beziehungen. Berlin 1954
- Die spanische Tragödie. Berlin 1956
- Ritter der Akropolis: Zur Verteidigung von Manolis Glezos. mit E. Rigas, Berlin 1959
- Deutsche Politik 1945 im Jahr der Befreiung und Entscheidung. Berlin 1960
- An das Gewissen der Welt. Berlin 1960
- Das spanische Drama. Berlin 1961
- Fälscher: Zur Geschichte der deutsch-sowjetischen Beziehungen. Berlin 1963
- Die Nation und wir: Ausgewählte Aufsätze und Reden, 1933–1964. Berlin 1964
- Multilaterale Atommacht: Torpedo gegen Deutschlands Wiedervereinigung. Berlin 1964
- Braucht man zum Leben Politik? Berlin 1966
- Wohin steuert die Bundesrepublik? Berlin 1966
- Vom Chefagitator Hitlers zum Kanzlerkandidaten in Bonn: Rede von Professor Albert Norden auf der internationalen Pressekonferenz am 22. November 1966 in Berlin. Dresden 1966
- Zwei deutsche Staaten. Die nationale Politik der DDR. mit Friedrich Ebert und Hermann Matern, Wien 1967
- Nationalrat der Nationalen Front der DDR (Hrsg.): Graubuch – Expansionspolitik und Neonazismus in Westdeutschland. Staatsverlag der DDR, Berlin 1967
- Für eine neue Politik in Westdeutschland. Dresden 1970
- Um die Nation: Beiträge zu Deutschlands Lebensfrage. Regensburg 1971
- Was die Nationale Front ist und tun sollte. Berlin 1971
- Miteinander und füreinander. Berlin 1972
- Mitarbeit sozialistischer Staatsbürger christlichen Glaubens. mit Gerald Götting, Berlin 1973
- Fünf Jahrzehnte im Dienst seiner Klasse: Ausgewählte Aufsätze und Reden, 1922–1974. Berlin 1974
- Herrscher ohne Krone. Frankfurt/Main 1974
- Wie der Maoismus gegen den Frieden in Europa kämpft. Berlin 1975
- Vergifte Waffe gegen Frieden und Sozialismus. Moskau 1978
- Der Mensch im Mittelpunkt: Ausgewählte Aufsätze und Reden 1971–1979. Berlin 1979
- Ereignisse und Erlebtes. Berlin 1981